# Boleslav II. Falkenberský
Boleslav II. Falkenberský (polsky Boleslaw II. Niemodliński) (1326/36–1367/68), byl v letech 1365–1368 knížetem falkenberským (se svými bratry). Pocházel z rodu Piastovců.
Narodil se jako první syn Boleslava I. Falkenberského a jeho manželky Eufemie, dcery Jindřicha VI. Dobrého.

## Život
Po otcově smrti, k níž došlo mezi lety 1362 a 1365, se stal knížetem falkenberským, který díky podpoře Lucemburků dostal v roce 1367 v léno Prudník. Zemřel v roce 1367 nebo 1368. Místo odpočinku není známo. Nikdy se neoženil a nezanechal potomky. Falkenberské knížectví po  jeho smrti zdědili bratři Václav a Jindřich.